# Andrew Fitzgerald
Andrew Fitzgerald (Baltimora, 10 dicembre 1990) è un cestista statunitense.